# Carl Axel Pettersson
Carl Axel Fredrik Pettersson (Mönsterås, 13 aprile 1874 – Stoccolma, 31 maggio 1962) è stato un giocatore di curling svedese.

## Biografia
Partecipò all'età di 49 anni ai I Giochi olimpici invernali edizione disputata a Chamonix (Francia) nel 1924, riuscendo a vincere una medaglia d'argento nella Svezia II con i connazionali Carl Wilhelm Petersén, Karl Wahlberg ed Erik Severin.
Nell'edizione l'oro andò ai britannici e il bronzo alla Francia.